# Сентрал-Парк (небоскрёб)
Central Park — небоскрёб, находящийся в городе Перт, Австралия. Высота здания 249 метров (817 футов), 51 этаж и это делает его седьмым по высоте зданием Австралии. Небоскрёб строился с 1988 по 1992 год.
Сооружение было разработано архитектурной фирмой «Forbes & Fitzhardinge». Структурными инженерами была Bruechle Gilchrist & Evans.